# جونیچی اینوئه
جونیچی اینوئه (انگلیسی: Junichi Inoue؛ زادهٔ ۲۶ december ۱۹۷۱ (۵۳ سال)) از برندگان مدال‌های بازی‌های المپیک زمستانی اسکیت‌باز سرعت اهل ژاپن است.